# 八幡大学短期大学部
八幡大学短期大学部（日语：／ Yahata Daigaku Tanki Daigakubu *）是过去一所位于日本福冈县北九州市八幡区的私立短期大学。

## 概要

### 简介
- 学校法人八幡大学经营学校之一了、短期大学为于1953年开办同时招収男女学生。以后招生到1970年、停办于1973年[1][2]。八幡大学变更为。九州国际大学于1989年[1]。

### 历史
- 1953年 八幡大学短期大学部成立并同时设置商科第二部[1]。招生定额是120名[2]
- 1970年 最后一年招生、次年停止招生（正式停办于1973年3月28日[2]）。

## 学校环境
- 校区：在了福冈县北九州市八幡区[注 1]

## 历任校长
- 安田干太：最后短期大学校长[3]。

## 组织

### 学科
- 商科第二部

### 专科
| - 没有 |

### 业余课程
| - 没有 |

## 相关链接
- 日本短期大学列表
- 九州国际大学